# ショセ＝ダンタン通り

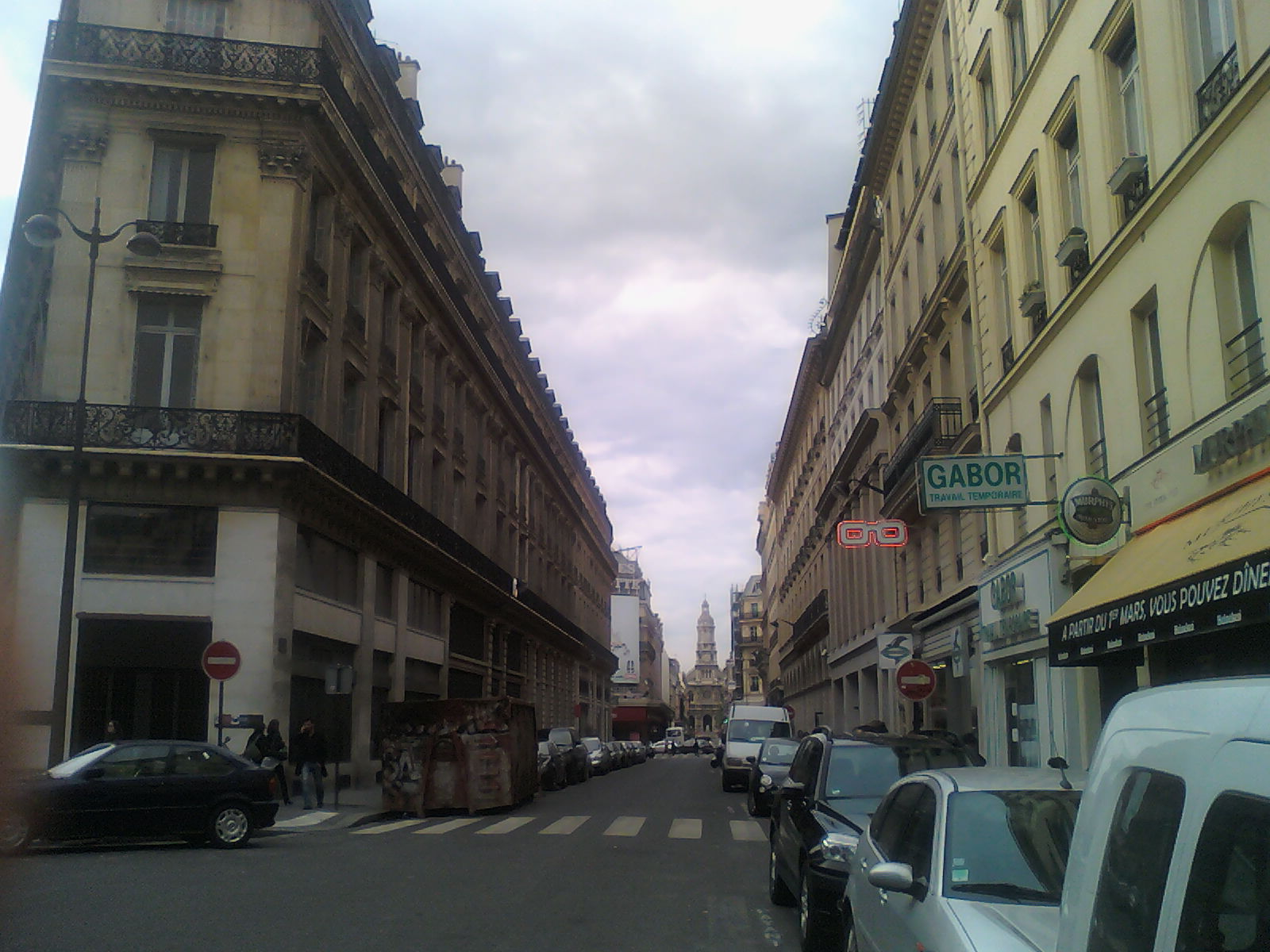
ショセ＝ダンタン通り

ショセ＝ダンタン通り（ショセ ダンタンどおり、仏：rue de la Chaussée-d'Antin）は、パリ9区にある通りの名。および「ショセ＝ダンタン」の名は、パリ9区内の地区（カルチエ）の名称に用いられている。
9区南側を走るカピュシーヌ大通り〜イタリアン大通りを起点に北西に向かって伸び、サント＝トリニテ教会で終わる。メトロのショセ・ダンタン＝ラ・ファイエット駅とギャルリ・ラファイエット百貨店等が通りに接する。

## 前史と成立
この地はルイ13世の時代に造られたガイヨン門（パリの市門の一つ）の北にあたり、湿地の点在する土地だった。17世紀の頃も、ガイヨン門から寒村ポルシュロンへ向かう「ポルシュロン道」という名の田舎道で、怪しげな家が散在し、メニルモンタンという小川には欄干もない橋が架かっていた。サント＝トリニテ教会のあった場所には「グランドパント（大酒屋）」という評判の悪い宿屋があった。
1720年12月4日の布告によって、幅8トワーズ（約16メートル）の大通りに格上げされ、ルイ＝ル＝グラン通りの終点からサン＝ラザール通りまで延長されることになった。現在の有名な名称は、モンテスパン侯爵夫人の子で「王の建物」長官だったアンタン公ルイ・アントワーヌ・ド・パルダイヤン・ド・ゴンドラン（1665年-1736年）の邸がこの新しい通りの起点に面していたことから名づけられた。1712年にはこの名がつけられている。

## 発展
パリ中心部の北西にあるこの地は高台で空気もよく（と考えられていた）、上流階級を惹き付け、18世紀の後半にはショセ＝ダンタン通り沿いにいくつもの大邸宅が並んだ（現在は取り壊されている）。
5番地には、オルレアン公の館があり、隣にはオルレアン公と貴賎結婚したモンテッソン侯爵夫人が居住し、建物には礼拝堂と劇場が備えられていた。
エピネー夫人とフリードリヒ・メルヒオール・フォン・グリム男爵は、1778年にショセ＝ダンタン5番地の邸でモーツァルトの訪問を受け、モーツァルトと彼の母親を5ヶ月間ほどもてなした。1833-1836年の間、フレデリック・ショパンがここ5番地に居住し、フランツ・リストの訪問を頻繁に受けていた。引き続いて1836-1838年の間、ショパンは同通り38番地に居住した。
9番地には、マリー＝マドレーヌ・ギマール（オペラ座で年600リーブルの踊り子として名を上げ、スービーズ公の愛人となった女性）の館は1770年から1773年にかけてクロード・ニコラ・ルドゥーの手になる最先端の新古典主義建築の建物だった。
ナポレオン・ボナパルトの支持者ないしライバル関係にあったジャン・ヴィクトル・マリー・モローの館は20番地にあり、ナポレオンが台頭した1799年のブリュメールのクーデター計画を練った場所もこの地である。1977年、この地のモロー館の地下から、フランス革命期に行方不明になっていたノートルダム大聖堂の400にのぼるファサード部分の彫刻物が発見された。
また、ナポレオンの叔父でリヨン大司教のフェッシュ枢機卿も70番地に居住した。
ミラボー伯の邸もここ46番地にあったが、フランス革命後1791年には通りの名がミラボー通りとされた。しかし、1793年のミラボーの追放により、新たにフランス領となった記念としてモンブラン通りに変更されたが、1815年には現在の元の名に戻っている。

## 変貌
19世紀になると、商業の発展に伴ってショセ＝ダンタンの性格も変化し、昔の邸宅にはブティックないし店舗が入るようになった。
バルザックによれば、「今やパリの心臓は、ショセ＝ダンタン通りとフォーブール・モンマルトル通りの間で鼓動を打っていた」（「パリの大通りの歴史と生理学 Histoire et physiologie des boulevards de Paris」 1846年）。
1840年、ショセ＝ダンタンはヌーヴ＝サントーギュスタン通り（現在のパリ2区ドヌ通り, Rue Daunou）まで延長された。1909年12月13日、ショセ＝ダンタン通りと、サント＝トリニテ教会西側に沿って南北に走るモガドール通りは"パリで最初の一方通行路"となった。

## ギャラリー

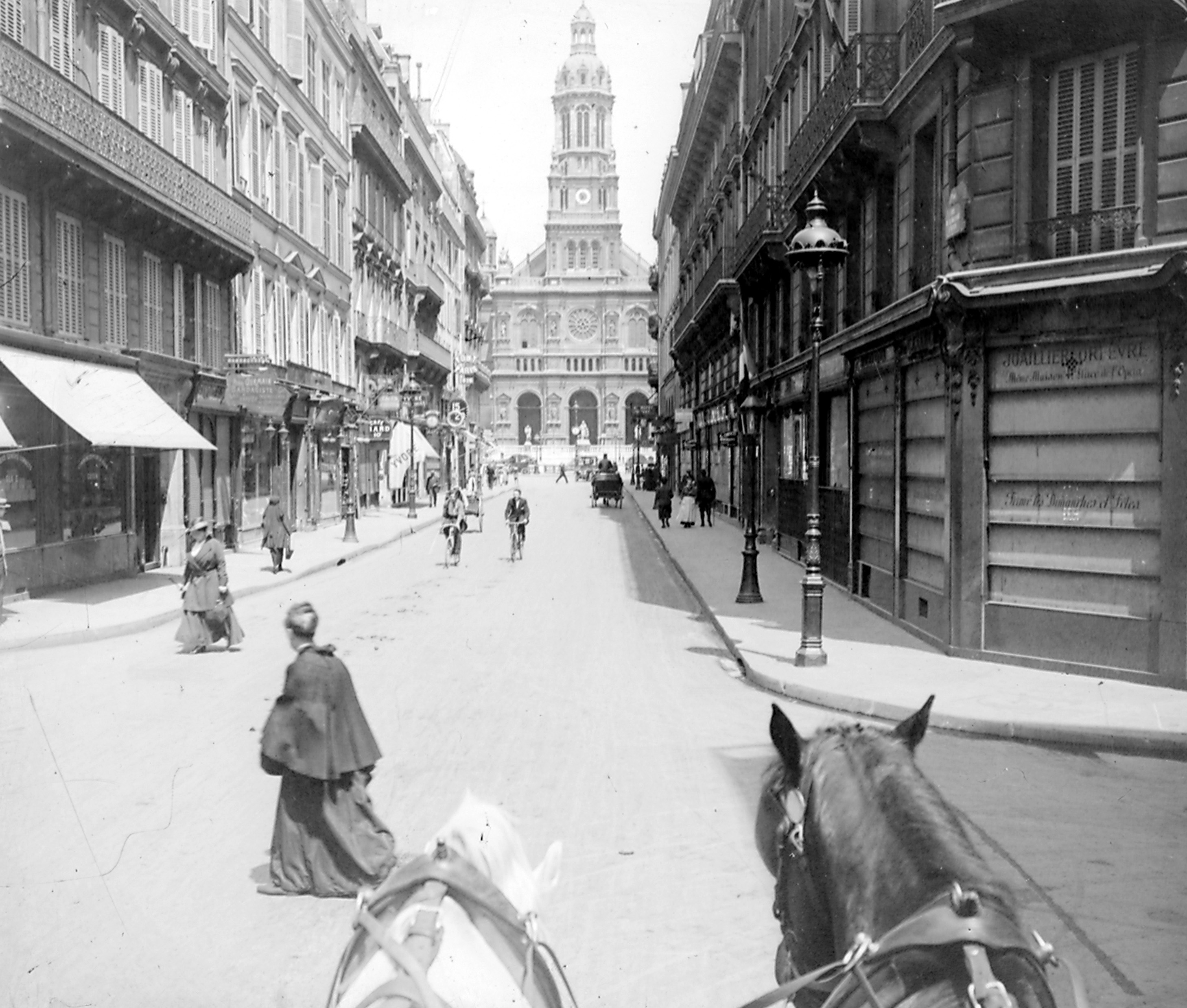
第一次世界大戦前のサント＝トリニテ教会 (La chaussée d'Antin avant la Première Guerre mondiale.)
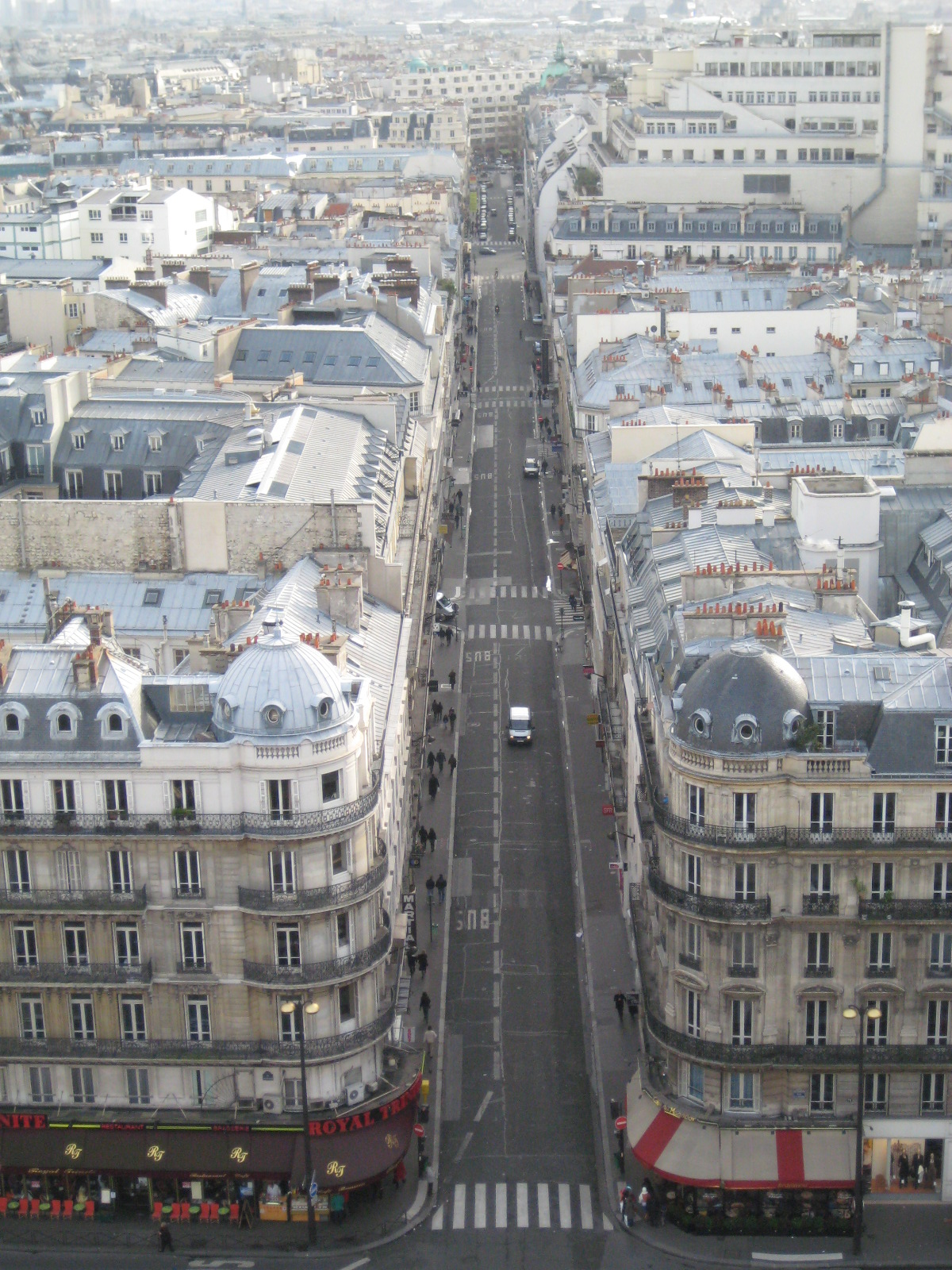
ギャルリー・ラファイエット界隈ショセ・ダンタン＝ラ・ファイエット駅方向南側へ直線で走るショセ＝ダンタンを、北側起点サント＝トリニテ教会から見る。手前東西に走る通りの左側がシャトー・ダン通り、同右側がサン＝ラザール通り。